# Anton Rückauf
Anton Rückauf, född 13 mars 1855 i Prag, död 19 september 1903 på slottet Alterlaa i Wien, var en österrikisk tonsättare.
Rückauf var en av sin tids märkligare sångkompositörer i avseende på både uttrycksfull gestaltning av det sångliga och genombildat ackompanjemang. Förutom romanser och visor komponerade han duetter, körsånger, pianostycken, en pianokvintett, en violinsonat och operan Die Rosenthalerin (1897).